# Aventure du bout du monde
Pour les articles homonymes, voir ABM.
Aventure du bout du monde (aussi connue sous l'abréviation ABM) est une association de voyageurs, aventuriers, et de façon plus générale de passionnés de voyages, créée en novembre 1987.

## Fonctionnement
Association française régie par la Loi de 1901, Aventure du bout du monde réunit 1 200 adhérents, voyageurs ou aventuriers,,,.
L'association a pour premier objet de favoriser les échanges d'informations entre ses membres (réunions sur un pays, tables rondes, visioconférences, stands, festivals, site internet, centre de documentation),. Aventure du Bout du Monde privilégie le voyage en indépendant, dans une démarche respectueuse des populations et de l'environnement.

« ABM privilégie une certaine éthique du voyage en individuel :
le respect du pays visité, de la dignité des peuples et de leur culture ;
la sauvegarde de la nature et des richesses des pays visités ;
une attitude amicale et fraternelle avec les gens rencontrés, dans l’acceptation de leurs différences. »

— Charte des antennes
L'association publie un magazine bimestriel, Globe-trotters magazine. Elle édite ou coédite également récits et guides de voyage, et a, pendant un temps, établi des liens avec les éditions Transboréal.

## Historique
- 1987 : Naissance de l'association, et de son bulletin ABM Magazine, qui deviendra plus tard Globe-Trotters Magazine.
- 1989 : Premier Festival des Globe-Trotters (appelé alors Forum des Globe-Trotters) à Noisy-le-Sec.
- 1992 : Le Festival des Globe-Trotters s'installe à Issy-les-Moulineaux.
- 1994 : Ouverture du centre de documentation de l'association, rue Gassendi, Paris XIVe.
- 1996 : Lancement du site web de l'association.
- 1999 : Déménagement du siège et du centre de documentation au 11 rue de Coulmiers, Paris XIVe[9].
- 2006 : Le Festival des Globe-Trotters s'installe à l'Opéra de Massy[10].
- 2008 : Premier festival Partir Autrement organisé à Paris[11].
- 2018 : 30e édition du Festival des Globe-Trotters à Massy[12].
- 2021 : Partenariat avec Les Aventuriers Voyageurs (Canada) autour d'une plateforme de visionnage en ligne de films de voyage.

## Manifestations
Aventure du Bout du Monde est l'organisateur de plusieurs festivals de films et d'échanges autour du voyage :
- Festival des Globe-Trotters, depuis 1989.

Ce festival se tient tous les ans, fin septembre, à l'opéra de Massy,,,,,.
Il a notamment eu pour parrains le journaliste Laurent Bignolas, Antoine de Maximy (J'irai dormir chez vous), Philippe Gloaguen (Guide du routard), Sophie Jovillard (Échappées belles), ou encore Alexandre Poussin.
Parmi les intervenants, on peut noter la comédienne Françoise Dasque, le photographe Réhahn, l'écrivain-voyageur Sylvain Tesson, André Brugiroux, ou l'écrivain-voyageur aveugle Jean-Pierre Brouillaud.
En 2022, la 34e édition a accueilli Jérôme Pitorin (Échappées belles) et son expo photo Sourire au monde ;
- Partir Autrement, de 2008 à 2019, à Paris[19],[20] ;
- Journée du voyage et de l'aventure, de 2014 à 2022, à Paris[21] ;
- Paris Travelers Festival, de 2016 à 2023.
- Partenaire du Festival de l'Image de Saint-Valery-en-Caux[22] jusqu'à son arrêt en 2021[23].

L'association compte plusieurs représentations régionales (antennes et correspondants), qui organisent soirées et festivals,,.

Festivals organisés par Aventure du Bout du Monde
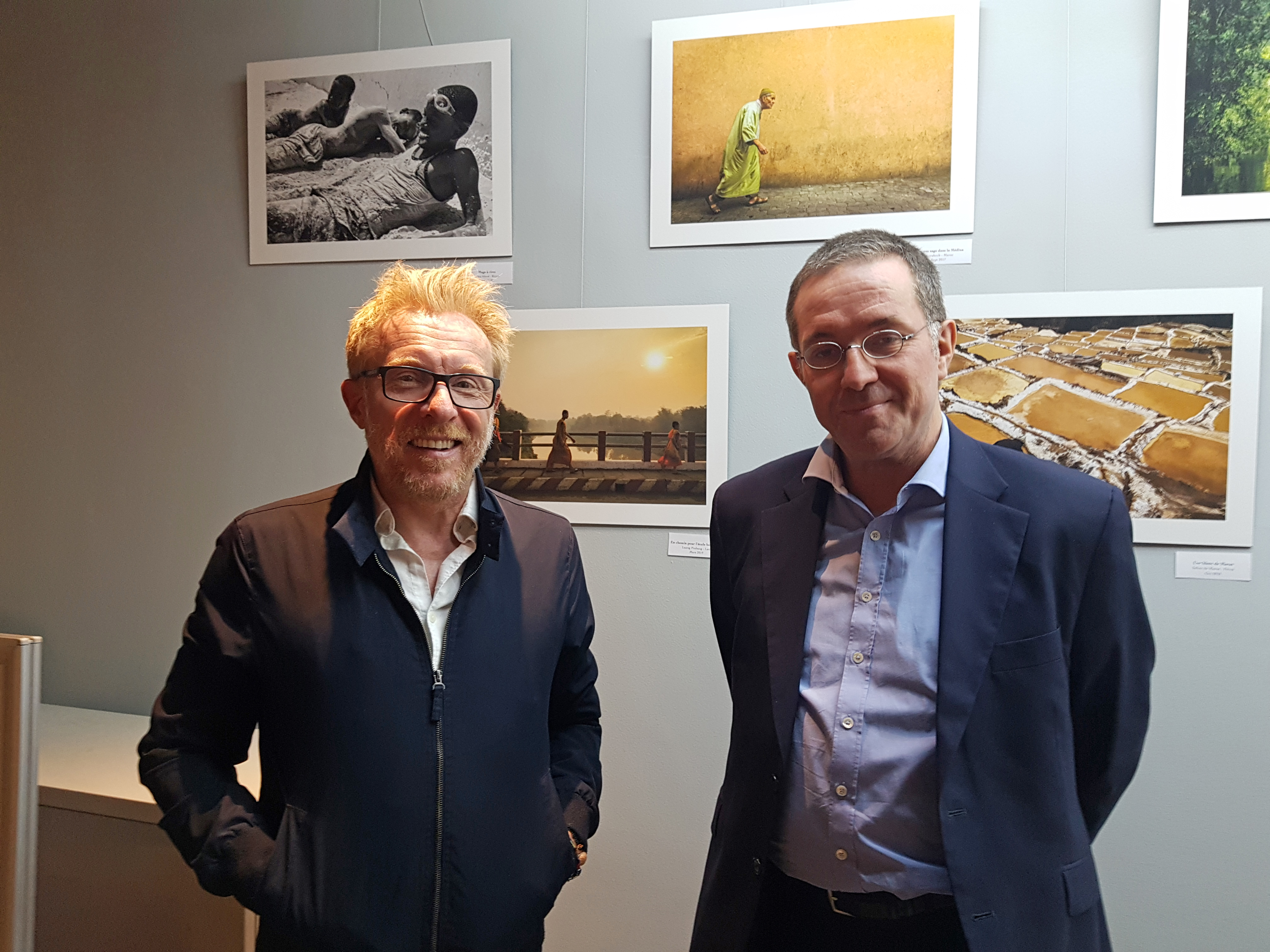
Jérôme Pitorin et Nicolas Samsoen, maire de Massy, devant l'expo Sourire au monde.
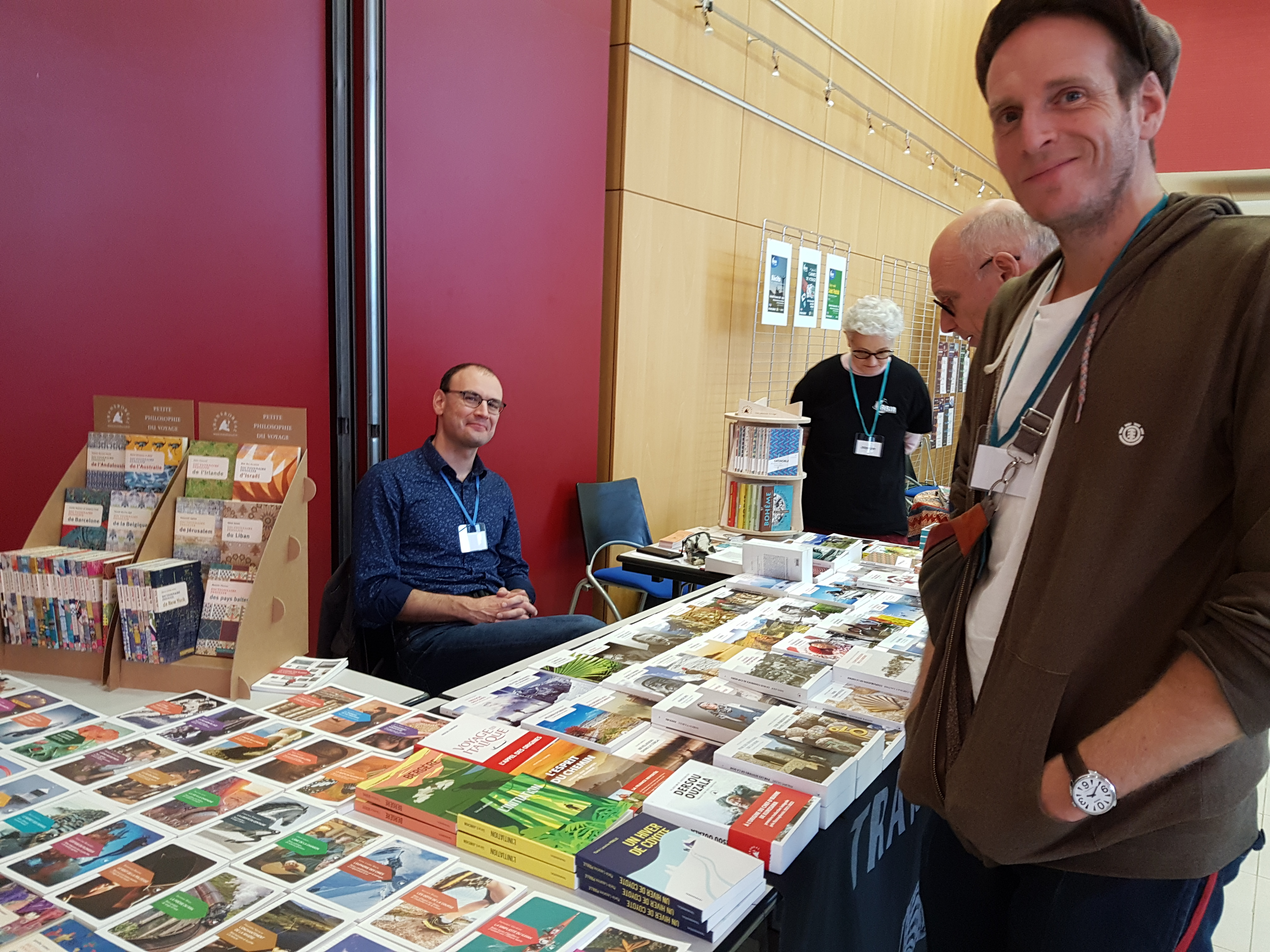
Librairie éphémère des éditions Transboréal au Festival des Bouts du Monde à Fleury-les-Aubrais (2022).

### Antennes régionales
Antennes actives
- Orléans-Loiret. Créée en 1994.

Premières soirées projection en 1994.
Premier festival en 2004,,,,,,,,,,,.
Premier Festival de Carnets de voyage d'Orléans en 2023,,.
- Le Mans. Créée en 1994[42].
- Rennes. Créée en 1995[43].
- Rouen - Voyage voyages. Créée en 1999 par modification de l'association Voyage voyages[44].

L'association Voyage voyages avait été créée en 1988.
- Caen-Calvados. Créée en 1999[46].
- Nantes. Créée en 2000[47].
- Lyon. Créée en 2001[48].
- Aix-Marseille. Créée en 2003.
- Léman. Créée en 2009[49].
- Pays Basque. Créée en 2014[50].
- Montpellier. Créée en 2016[51].
- Morlaix. Créée en 2016[52]. Premier festival en 2017[53],[54].

Correspondants
- Liège (Belgique)
- Genève (Suisse)
- Bordeaux
- Nancy-Metz

Anciennes antennes
- Avignon. Créée en 1992[55].

Devenue indépendante en 2014 sous le nom Aventure et Découverte du Monde.
- Côte d'Azur (à Nice). Créée en 1993[56].

Devenue indépendante en 2006 sous le nom Rendez-vous des voyageurs.
- Pau. Créée en 1999[58]. Inactive (pas de dissolution officielle).
- Brest - Club Partir. Créée en 1999 par modification de l'association Club Partir[59]. Dissoute en 2007.
- Poitou-Charentes. Créée en 2009[60]. Dissoute en 2024[61].
- Maine-et-Loire. Créée en 2012[62]. Premier festival en 2014[63]. Inactive (pas de dissolution officielle).
- Limoges. Créée en 2015[64]. Premier et unique festival en 2017[65],[66]. Inactive depuis 2017 (pas de dissolution officielle).
- Lille. Créée en 2016[67]. Premier festival en 2017[68]. Inactive (pas de dissolution officielle).
- Tours. Créée en 2017. Premier et unique festival en 2018 à Chambray-lès-Tours[69]. Inactive (pas de dissolution officielle), activité partiellement reprise par l'association Terre des Mondes[70],[71].

Évolution des affiches et des propositions (antenne Orléans-Loiret)
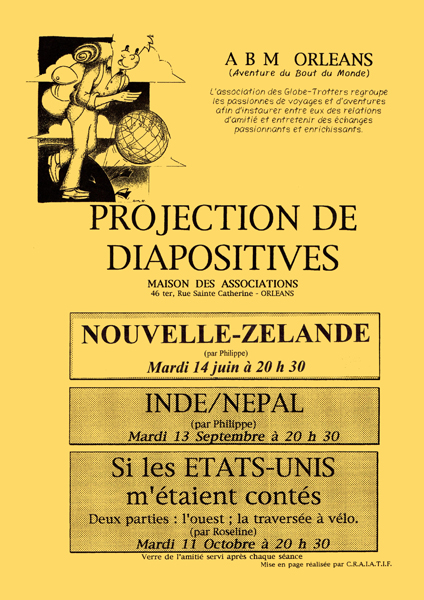
1994 : Diaporama Nouvelle-Zélande.
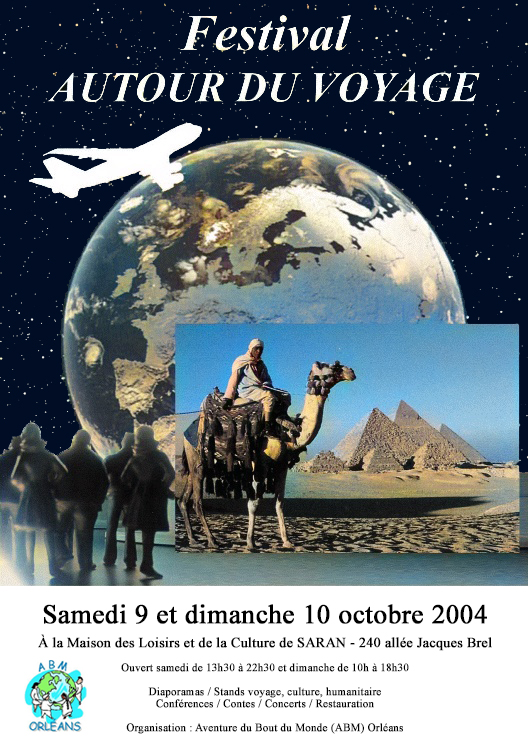
2004 : Festival Autour du voyage.
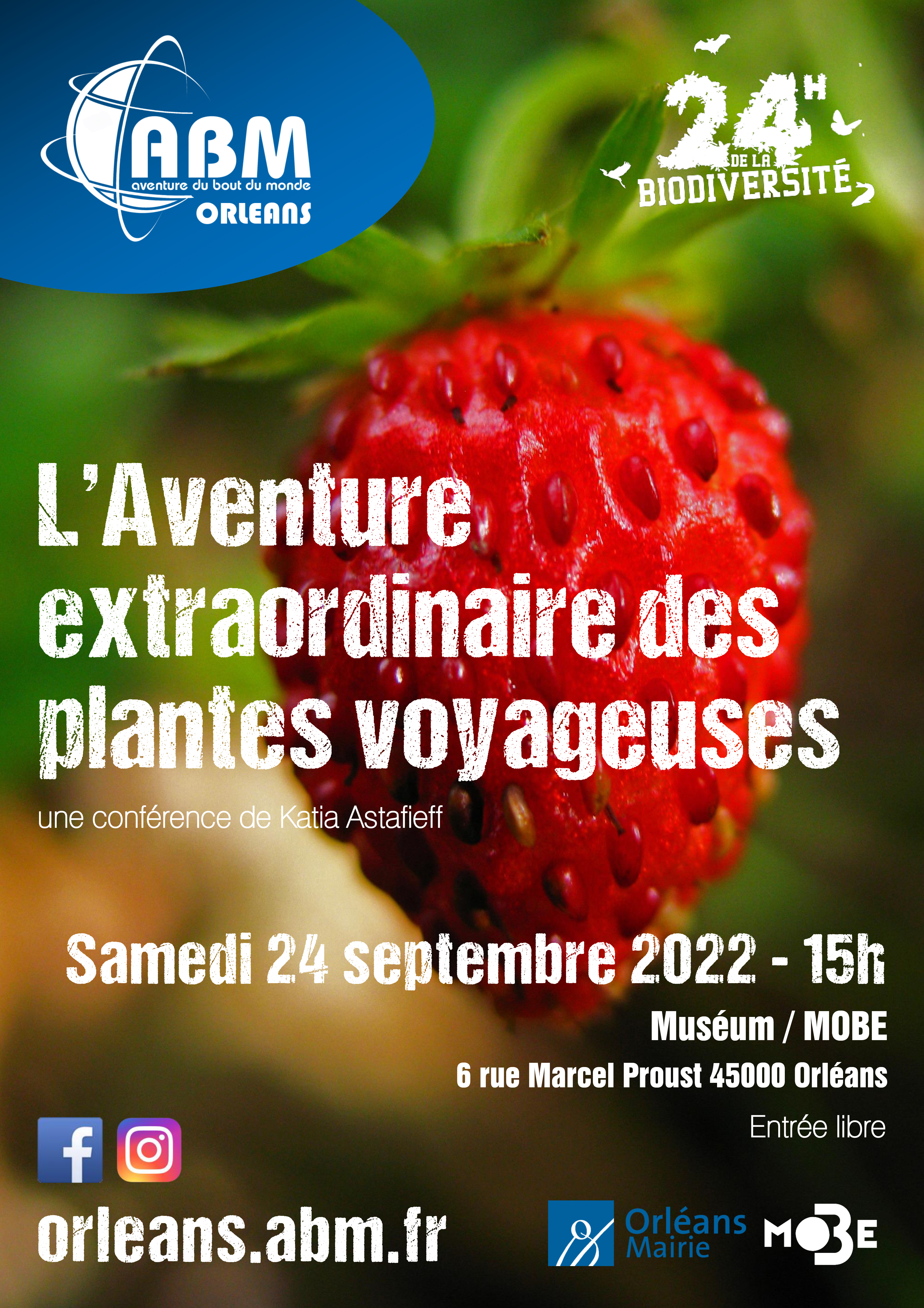
2022 : Conférence de Katia Astafieff au Muséum
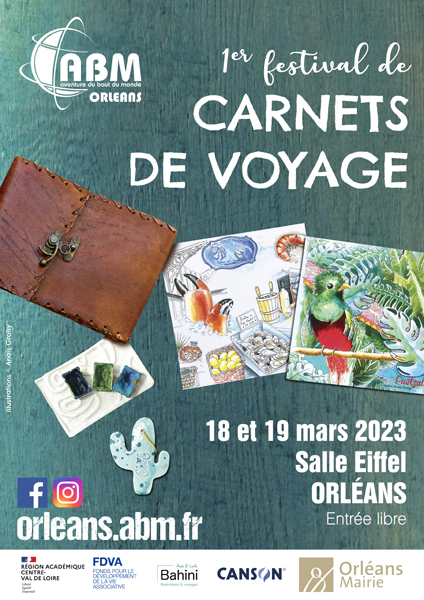
2023 : Festival de Carnets de voyage.

## Publications
- Globe-trotters, magazine bimestriel. Le numéro 200 est paru en novembre 2021.
- Partir autour du monde, collectif, sous la direction de Didier Jéhanno, 2004, édition mise à jour en 2008, 2014, 2018.  (ISBN 2954249765)
- Partir au Maroc autrement, de Philippe Horin, 2007.  (ISBN 2952056641)
- Mexique Guatemala, guide de l'écotourisme solidaire, collectif, 2008.  (ISBN 2952056668)
- Empreintes kogis, de E. Julien, M. Fifils, P. Greboval, 2008.  (ISBN 295205665X)
- Amérique du Sud, solitude des terres extrêmes, de Christian Clot et Karine Meuzard, 2008.  (ISBN 2952056617)
- Dharamsala, portraits du Tibet en exil, de Sandrine Favre et Marc-Edgar Israel, 2008.  (ISBN 2952056633)
- Le Tour du monde de l'Écovolontariat, de Laurence Dupont, 2013.  (ISBN 2954249706)
- Hors des sentiers battus, découvrir le monde autrement, de Nicolas Breton, 2015[72],[73],[74].  (ISBN 2954249722)
- Immersion en terres lointaines, les aventures insolites d'une voyageuse ordinaire, de Noémie Pannetier, 2016.  (ISBN 2954249757)
- Learn & Kiff, et si on voyageait autrement ?, d'Alice Vitoux et Stéphane Kersulec, 2018.  (ISBN 2954249773)

## Filmographie
- « 11e festival Partir Autrement à Paris », 2018, Claude Humbert (3 min).
- « 1er festival Terre des Mondes à Chambray-lès-Tours », 2018, Claude Humbert (3 min).
- « 31e festival des Globe-Trotters à Massy », 2019, Claude Humbert (3 min).
- « 32e festival des Globe-Trotters à Massy », 2020, Stéphane Clément (2 min).
- « 34e festival des Globe-Trotters à Massy », 2022, Claude Humbert (2 min).
- « Festival des Bouts du Monde à Fleury-les-Aubrais », 2022, Claude Humbert (1 min).
- Région Centre-Val de Loire, « Festival des Bouts du Monde à Fleury-les-Aubrais », 2022, Da Vinci News pour le conseil régional (3 min).
- « Interview express de Françoise Dasque », 2024, Stéphane Clément (1 min 30).